# Ariel Ramírez
Pour les articles homonymes, voir Ramírez.
Ariel Ramírez, né à Santa Fe le  4 septembre 1921 et mort à Buenos Aires le 18 février 2010, est un auteur-compositeur et pianiste argentin ainsi que l'une des figures de proue du nativisme argentin,. C'est également un artiste de cinéma (compositeur de musique de film, auteur de bande sonore, voire acteur). Il a permis la diffusion de la culture traditionnelle sud-américaine au travers d'une abondante discographie et de nombreuses présentations publiques de 1955 aux années 1980.
Auteur de nombreuses chansons criollistas (rythmique et tradition créoles d'Amérique du Sud) extrêmement populaires et de la Misa Criolla (Messe créole), l'une des œuvres les plus importantes de la musique contemporaine argentine. Il avait été élu président de la SADAIC (Société des auteurs et compositeurs d'Argentine), pour cinq mandats: 1970-1974, 1974-1977, 1993-1997, 1997/2001 et 2001/2005.

## Biographie
Ariel Ramirez est né à Santa Fe le 4 septembre 1921 dans une famille de musiciens. Il est le quatrième enfant parmi les six de ses parents. Il apprend seul le piano durant son enfance et étudie le répertoire classique. Sa rencontre avec Arturo Schianca, spécialiste des musiques traditionnelles sud-américaines influencera beaucoup sa trajectoire musicale.
Installé à Cordoba, Ariel Ramirez rencontre l'auteur-compositeur et chanteur Atahualpa Yupanqui en 1941. Il commence alors à voyager dans différentes provinces du pays, pour se familiariser avec la musique régionale.
À partir de 1943, il connaît un beau succès d'interprète, notamment comme pianiste à Radio El Mundo, et continue ses études classiques, de piano et de composition, au conservatoire national.
En 1950, Ariel Ramirez s'installe à Rome, à l'invitation de l'Institut italo-argentin, et joue dans les grandes capitales européennes.
En 1954, il s'installe à Lima, où il poursuit sa carrière de soliste dans différentes villes de ce pays, ainsi que dans d'autres villes de Bolivie, du Chili et d'Uruguay.
En 1955, il revient en Argentine après un crochet par le Pérou, et met en place la Compagnie de folklore Ariel Ramirez où il travaille  les expressions chantées et dansées de l'Argentine rurale. Il compose alors des thèmes devenus des classiques, comme Los Inundados, Volveré siempre a San Juan ou La Ultima Palabra.
En 1961, il publie chez Philips une série d'albums du répertoire traditionnel. De tous ses disques en tant qu'interprète, celui qui a acquis la plus grande importance est Coronación del Folklore, l'un des repères fondamentaux du nativisme, enregistré en 1963 avec Eduardo Falú et Los Fronterizos[réf. souhaitée].
En 1964, il compose la Misa Criolla. La pièce sera créée le 20 décembre 1965 en Argentine, puis partira en tournée européenne à partir de 1967. La tournée prendra fin, au Vatican, par une audition privée devant le pape Paul VI. Cette messe, chantée en espagnol, suit la liturgie et utilise les instruments traditionnels du folklore argentino-indien. Cette messe a connu un grand succès, les disques se sont ainsi vendus à plusieurs millions d’exemplaires.
Ariel Ramirez s'est beaucoup engagé pour la protection des droits d'auteur : il fut l'un des piliers de la société des droits d'auteur argentine, la Sadaic, jusqu'en 2005.
Il a composé plus de 300 chansons, notamment avec deux de ses amis, Miguel Brasco et Felix Luna. Avec ce dernier, il écrit Los Reyes Magos, Antigo Dueno de las Flechas et Alfonsina y el Mar, autres chansons argentines contemporaines.
En 1981, Ariel Ramirez compose une nouvelle œuvre Misa por la Paz y la Justicia.
Le 18 février 2010, il meurt à Buenos Aires des suites d'une pneumonie et d'une insuffisance rénale.

## Filmographie

### Comme compositeur
- 1961 : Los caca
- 1962 : Los inundados, de Fernando Birri
- 1963 : El Último montonero
- 1963 : Misa Criolla
- 1968 : Martín Fierro
- 1970 : El Santo de la espada
- 1971 : Güemes - la tierra en armas
- 1972 : La Colère de Dieu (The Wrath of God)
- 1973 : La Revolución
- 1974 : Esta es mi Argentina
- 1976 : El Canto cuenta su historia

### Comme acteur
- 1965 : Cosquín, amor y folklore